# Lycomorphodes sordida
Lycomorphodes sordida là một loài bướm đêm thuộc phân họ Arctiinae, họ Erebidae.